# باد فیلبل
شهر باد فیلبل (به آلمانی: Bad Vilbel) در ایالت هسن در کشور آلمان واقع شده است.

## نگارخانه

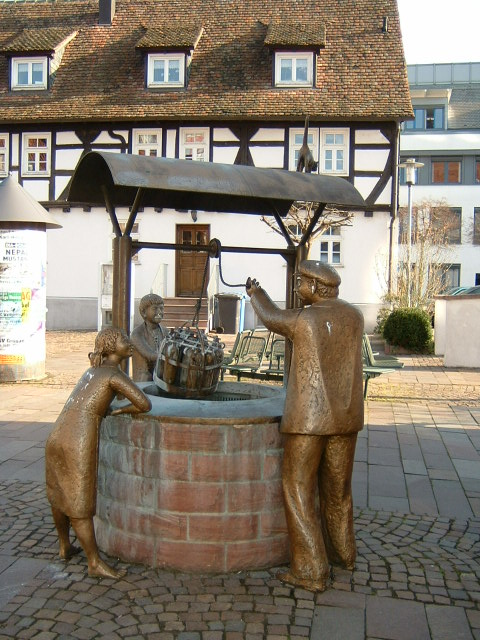
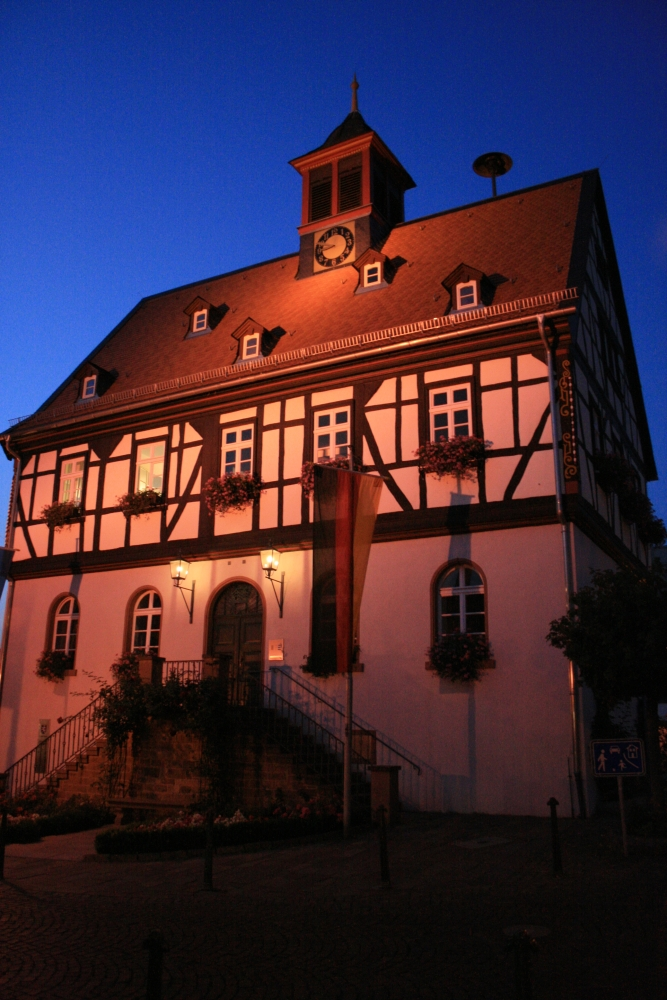
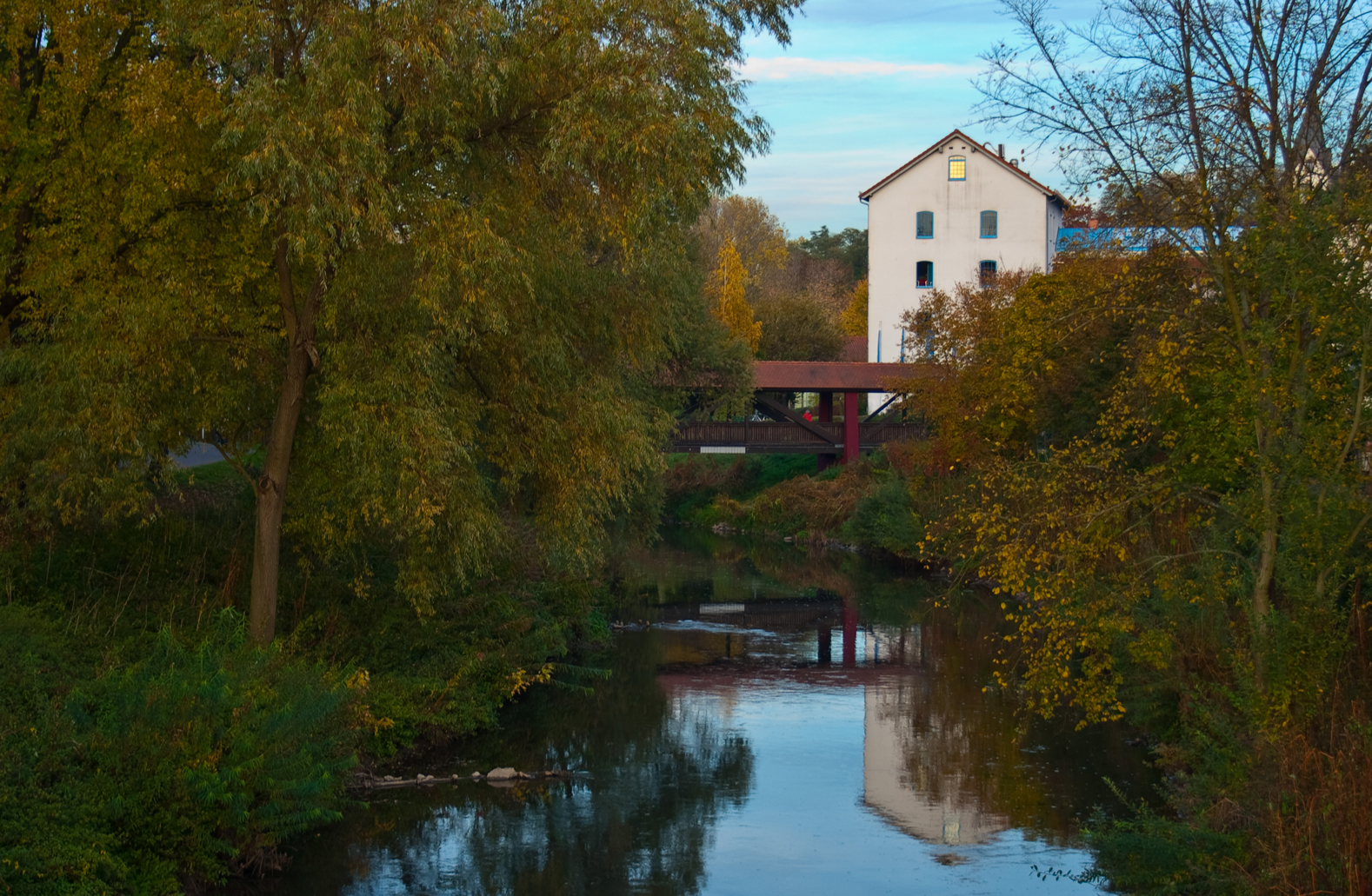
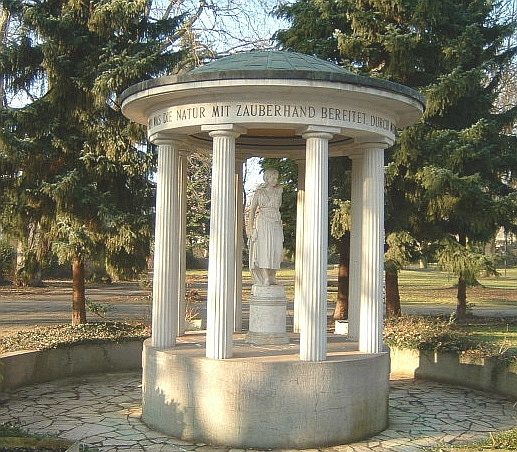
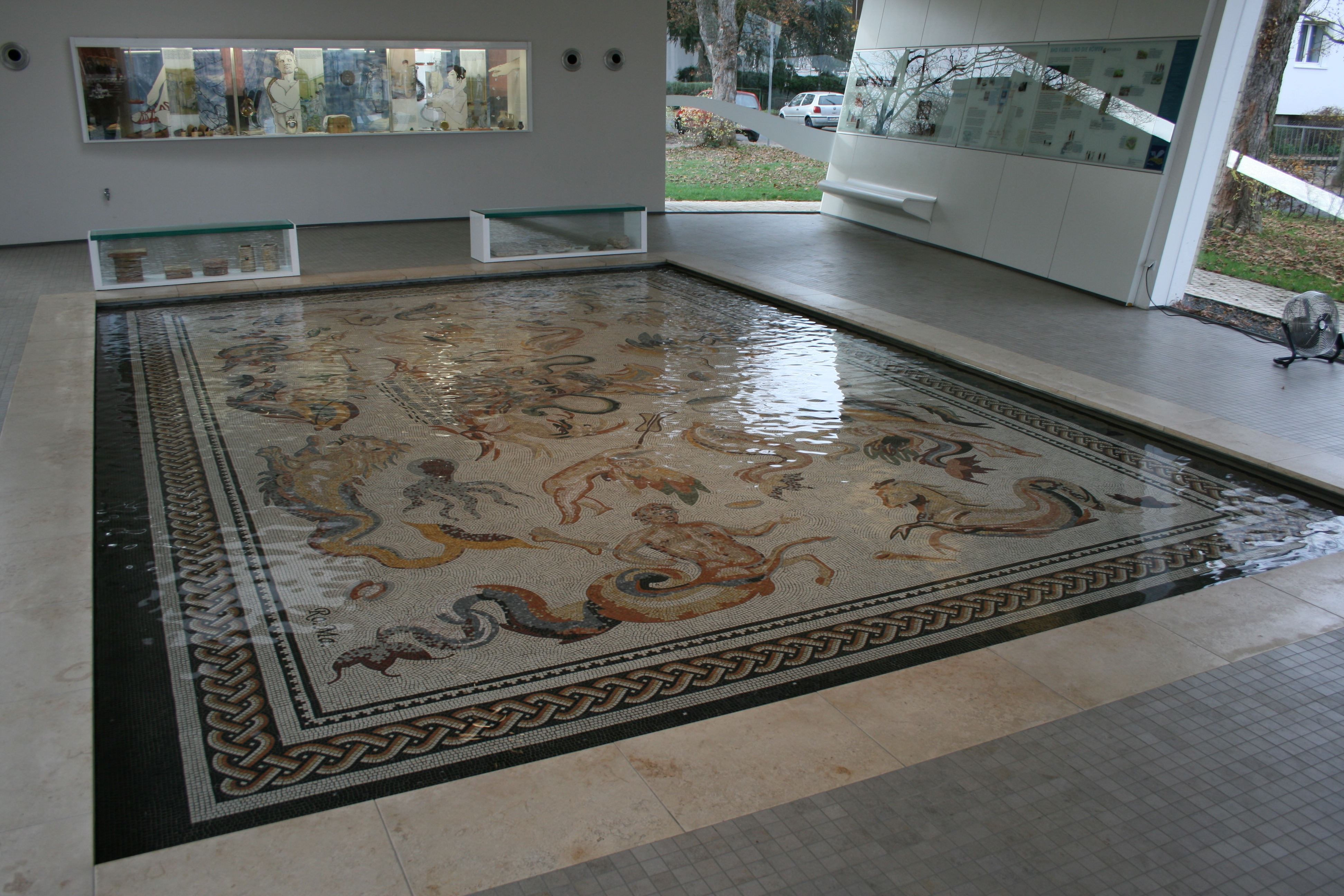
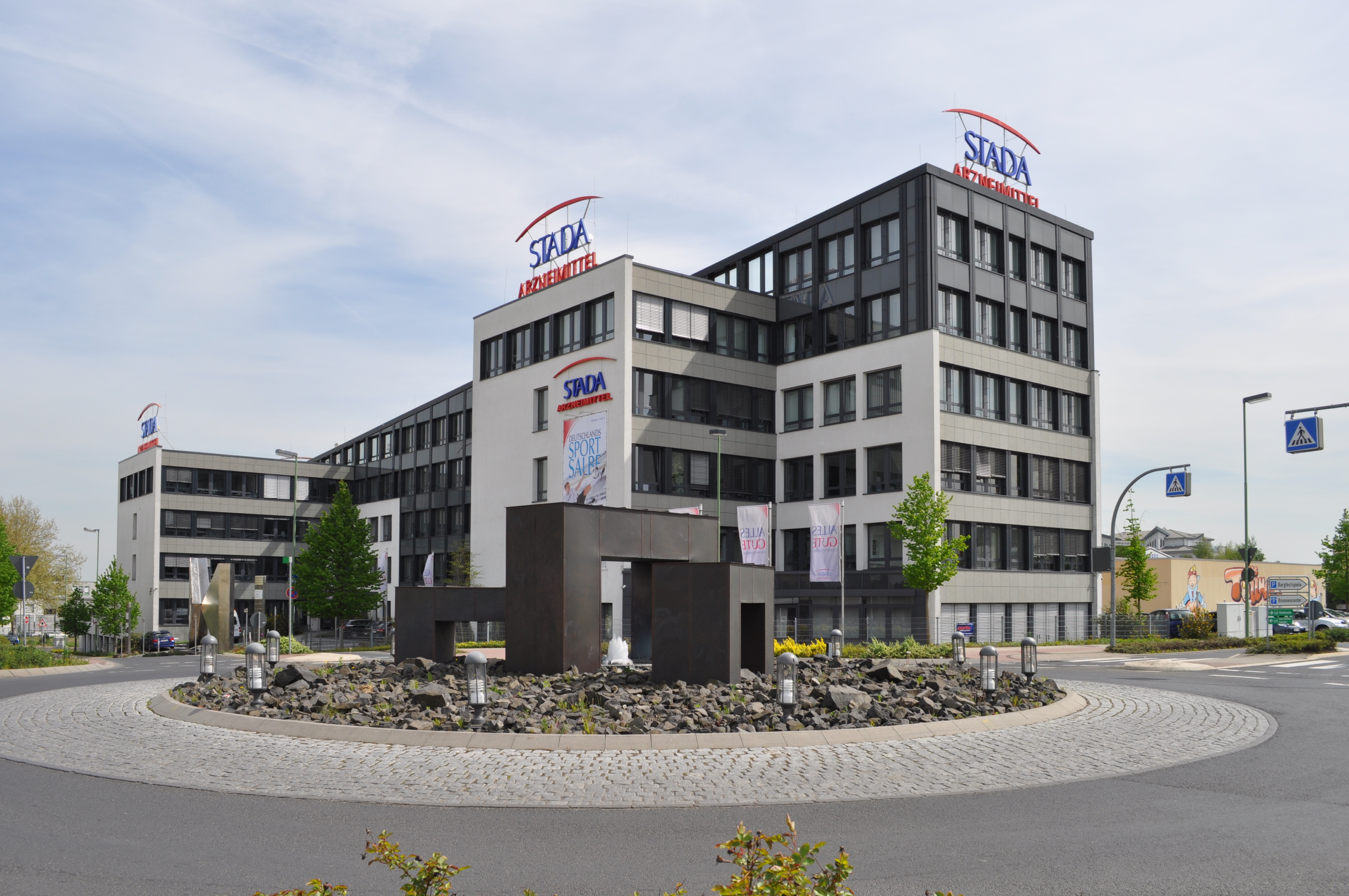
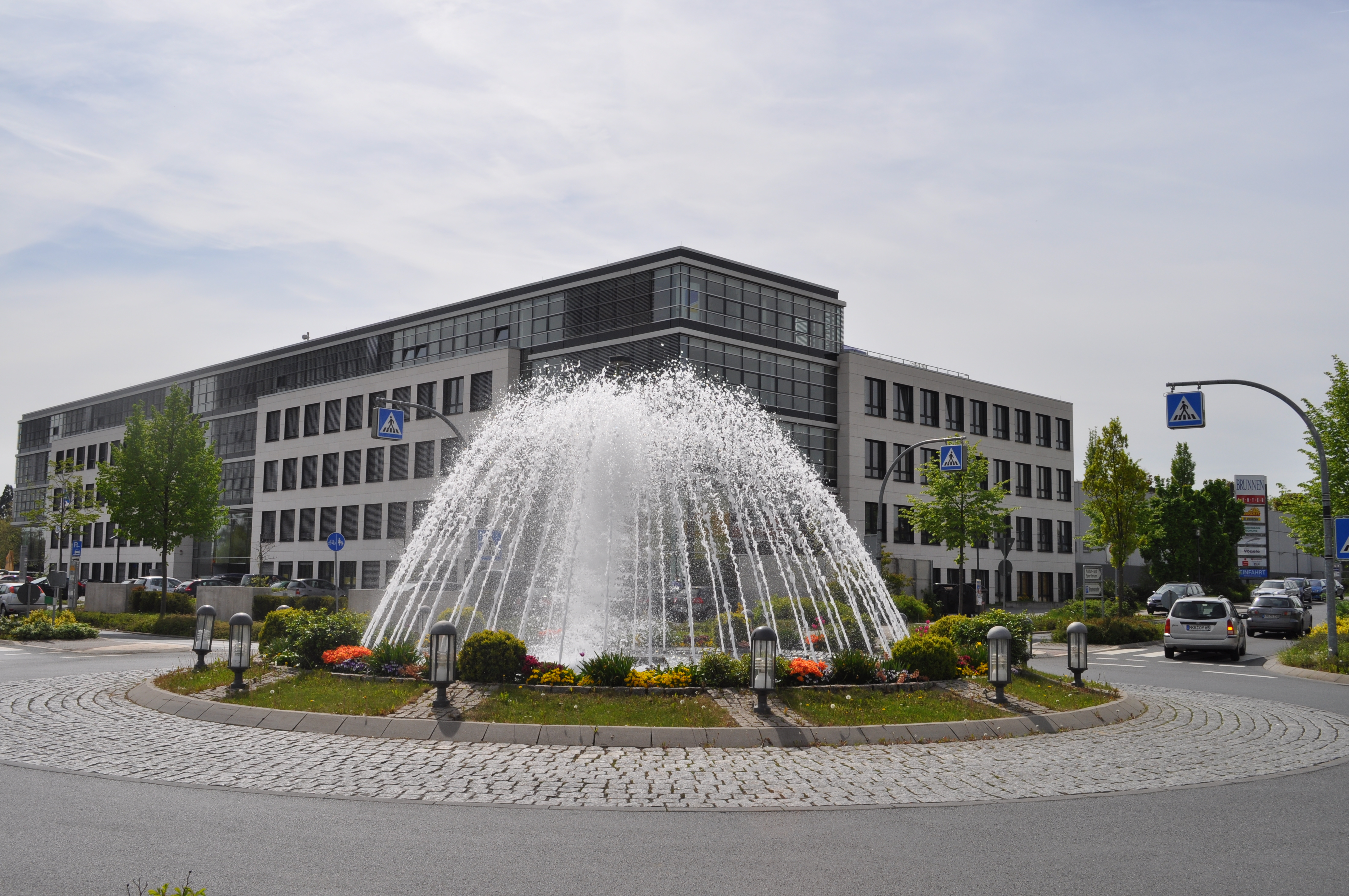